# Porc blanc lituà
El porc blanc lituà (lituà: Lietuvos Baltoji) és un porc de raça de Lituània.
La raça va ser creada per l'encreuament de les truges lituanes natives amb verros de les races Large White, Large White i Landrace alemanyes.
Els principals centres de cria són Baisogala, Draugas, Txerniakhovsk, Grižuva, Žemaitėliai i Marijampolė a Lituània. A més a més, el porc blanc lituà hi és a Geòrgia, el Kazakhstan, Turkmenistan, Belarús, Moldàvia i Rússia que es van creuar a altres races. El 1980 un total de 981.600 animals eren de raça pura.

## Característiques
- en color, aspecte i tipus similar a la Large White
- Pes 248 kg truges, verros 313 kg
- Temps per 100 kg: 174 dies

N'hi ha 12 línies paternes i 29 famílies de truges. Hi ha cinc poblacions reproductores separades.